# IMEGO
IMEGO AB är ett kinesiskägt forskningsinstitut med inriktning på mikrosensorsystem. Namnet betyder "institutet för mikro- och nanoteknologi i Göteborg", där IMEGO är beläget, intill Chalmers tekniska högskola. IMEGO bildades 1999 av utbildningsdepartementet.
December 2008 sålde svenska staten IMEGO till Swedish ICT Research, som ägs till 60% av staten och till 40% av näringslivet.